# Lepadella beyensi
Lepadella beyensi är en hjuldjursart som beskrevs av De Smet 1994. Lepadella beyensi ingår i släktet Lepadella och familjen Lepadellidae. Inga underarter finns listade i Catalogue of Life.